# Віллі Броссар
Вільям Джеймс Броссар (англ. William James Brossart, нар. 29 травня 1949, Аллен, Саскачеван) — канадський хокеїст, що грав на позиції захисника.

## Ігрова кар'єра
Професійну хокейну кар'єру розпочав 1969 року.
1969 року був обраний на драфті НХЛ під 28-м загальним номером командою «Філадельфія Флаєрс».
Протягом професійної клубної ігрової кар'єри, що тривала 9 років, захищав кольори команд «Філадельфія Флаєрс», «Торонто Мейпл-Ліфс» та «Вашингтон Кепіталс».
Загалом провів 130 матчів у НХЛ, включаючи 1 гру плей-оф Кубка Стенлі.

## Статистика
| Сезон        | Клуб                    | Ліга         | Регулярний сезон | Регулярний сезон | Регулярний сезон | Регулярний сезон | Регулярний сезон | Плей-оф | Плей-оф | Плей-оф | Плей-оф | Плей-оф |
| Сезон        | Клуб                    | Ліга         | І                | Г                | П                | О                | ШХ               | І       | Г       | П       | О       | ШХ      |
| ------------ | ----------------------- | ------------ | ---------------- | ---------------- | ---------------- | ---------------- | ---------------- | ------- | ------- | ------- | ------- | ------- |
| 1967–68      | «Свіфт-Керрент Бронкос» | ЗКХЛ         | 59               | 12               | 34               | 46               | 199              | —       | —       | —       | —       | —       |
| 1968–69      | «Свіфт-Керрент Бронкос» | ЗКХЛ         | 68               | 8                | 27               | 35               | 94               | 10      | 1       | 3       | 4       | 14      |
| 1968–69      | «Естеван Брюїнс»        | ЗКХЛ         | —                | —                | —                | —                | —                | —       | —       | —       | —       | —       |
| 1969–70      | «Квебек Ейсес»          | АХЛ          | 57               | 5                | 9                | 14               | 67               | 6       | 0       | 0       | 0       | 0       |
| 1970–71      | «Філадельфія Флаєрс»    | НХЛ          | 1                | 0                | 0                | 0                | 0                | —       | —       | —       | —       | —       |
| 1970–71      | «Квебек Ейсес»          | АХЛ          | 62               | 8                | 17               | 25               | 182              | 1       | 0       | 2       | 2       | 0       |
| 1971–72      | «Філадельфія Флаєрс»    | НХЛ          | 42               | 0                | 4                | 4                | 12               | —       | —       | —       | —       | —       |
| 1971–72      | «Ричмонд Робінс»        | АХЛ          | 29               | 3                | 14               | 17               | 76               | —       | —       | —       | —       | —       |
| 1972–73      | «Філадельфія Флаєрс»    | НХЛ          | 4                | 0                | 1                | 1                | 0                | —       | —       | —       | —       | —       |
| 1972–73      | «Ричмонд Робінс»        | АХЛ          | 54               | 1                | 29               | 30               | 66               | 3       | 0       | 0       | 0       | 0       |
| 1973–74      | «Торонто Мейпл-Ліфс»    | НХЛ          | 17               | 0                | 1                | 1                | 20               | 1       | 0       | 0       | 0       | 0       |
| 1974–75      | «Торонто Мейпл-Ліфс»    | НХЛ          | 4                | 0                | 0                | 0                | 2                | —       | —       | —       | —       | —       |
| 1974–75      | «Вашингтон Кепіталс»    | НХЛ          | 12               | 1                | 0                | 1                | 14               | —       | —       | —       | —       | —       |
| 1975–76      | «Вашингтон Кепіталс»    | НХЛ          | 49               | 0                | 8                | 8                | 40               | —       | —       | —       | —       | —       |
| 1975–76      | «Ричмонд Робінс»        | АХЛ          | 30               | 2                | 7                | 9                | 22               | 8       | 0       | 3       | 3       | 2       |
| 1976–77      | «Ричмонд Вілдкетс»      | ПХЛ          | 36               | 4                | 20               | 24               | 24               | —       | —       | —       | —       | —       |
| 1976–77      | «Балтимор Кліпперс»     | ПХЛ          | 8                | 0                | 4                | 4                | 0                | —       | —       | —       | —       | —       |
| Усього в НХЛ | Усього в НХЛ            | Усього в НХЛ | 129              | 1                | 14               | 15               | 88               | 1       | 0       | 0       | 0       | 0       |